# Corazón trueno
Thunderheart (Corazón de trueno en Argentina y Corazón trueno en España) es una película estadounidense de 1992 dirigida por Michael Apted y protagonizada por Val Kilmer, Sam Shepard, Fred Ward y Graham Greene. Está basada en hechos reales acaecidos en los años setenta en Pine Ridge, una reserva de Dakota del Sur.

## Sinopsis
Ray Levoi (Val Kilmer), un joven y eficiente agente del cuerpo del FBI, hijo de un padre alcohólico fallecido, es destinado a los desérticos parajes de Dakota del Sur para hacerse cargo, junto a Frank Coutelle (Sam Shepard), un policía más veterano y experimentado, de la investigación de un caso de asesinato, cometido sobre un indio Sioux perteneciente a un grupo de resistencia que combate a otros indios progubernamentales con motivo de las medidas discriminatorias impuestas por el gobierno para los indios que habitan en la reserva. El policía tiene un oscuro secreto que nunca ha revelado a nadie, pues le avergüenza: por sus venas también corre sangre india, herencia paterna. Su labor chocará con la de su colega, que pone de relieve que oficialmente el asunto sólo interesa al FBI para sacar tajada del mismo y nunca para resolver la verdad. Tanto es así que se verá inmerso en el dilema de si obedecer a sus superiores o hacer caso a la voz de su conciencia india.

## Reparto
| Actor                | Personaje           |
| -------------------- | ------------------- |
| Val Kilmer           | Ray Levoi           |
| Sam Shepard          | Frank Coutelle      |
| Graham Greene        | Walter Crow Horse   |
| Fred Ward            | Jack Milton         |
| Fred Dalton Thompson | William Dawes       |
| Sheila Tousey        | Maggie Eagle Bear   |
| Ted Thin Elk         | Grandpa Sam Reaches |
| John Trudell         | Jimmy Looks Twice   |
| Julius Drum          | Richard Yellow Hawk |
| Sarah Brave          | Maisy Blue Legs     |
| Allan R.J. Joseph    | Leo Fast Elk        |
| Sylvan Pumpkin Seed  | Hobart              |
| Patrick Massett      | Agent Mackey        |
| Dennis Banks         | Él mismo            |
| David Crosby         | Barman              |

## Temas
La película, que indaga en los mitos y costumbres de los nativos americanos, cuidando todo el aspecto de sus ritos y sus ceremonias, fue realizada por Michael Apted sólo semanas después de haber rodado el documental Incidente en Oglala (Incident at Oglala), sobre el activista indio Leonard Peltier, encarcelado injustamente, y en quien se basa en parte la película.
Sin embargo, el incidente que inspiró principalmente la película fue el asedio de Wounded Knee. En 1973, unos 200 indios lakota de la reservación de Pine Ridge y miembros del American Indian Movement ocuparon el pueblo de Wounded Knee (escenario de una masacre de 300 lakotas en 1890) en protesta por la revocación del proceso de destitución contra el corrupto y autoritario jefe de la tribu, Richard Wilson, lo cual se sumaba a la extrema pobreza y discriminación que sufrían los nativos americanos locales. La sangrienta intervención de las autoridades estadounidenses dejó un saldo de dos muertos (un lakota y un cheroqui), un desaparecido (el activista afroamericano por los derechos civiles Ray Robinson) y 15 heridos.
- Datos: Q1570275